# Серрапетрона
Серрапетрона (італ. Serrapetrona) — муніципалітет в Італії, у регіоні Марке,  провінція Мачерата.
Серрапетрона розташована на відстані близько 155 км на північ від Рима, 60 км на південний захід від Анкони, 26 км на південний захід від Мачерати.
Населення — 968 осіб (2014).
Щорічний фестиваль відбувається 23 листопада. Покровитель — San Clemente.

## Демографія
Населення за роками:

Станом на 1 січня 2023 року в муніципалітеті офіційно проживало 50 іноземців з 15 країн, серед них 20 громадян країн Євросоюзу та 7 громадян України.

## Сусідні муніципалітети
- Бельфорте-дель-К'єнті
- Кальдарола
- Камерино
- Кастельраїмондо
- Сан-Северино-Марке
- Толентіно